# Thrixspermum lombokense
Thrixspermum lombokense är en orkidéart som beskrevs av Johannes Jacobus Smith. Thrixspermum lombokense ingår i släktet Thrixspermum och familjen orkidéer. Inga underarter finns listade i Catalogue of Life.